# صومعه یغیشه آراکیال
صومعه یغیشه آراکیال (ارمنی: Եղիշէ Առաքեալի վանք; انگلیسی: Yeghishe Arakyal Monastery) یک صومعه کلیسای حواری ارمنی واقع در ماداغیس در استان مارتاکرت، جمهوری آرتساخ می‌باشد. ساخت و ساز این ساختمان در سده ۱۳ام میلادی؛ به پایان رسید. این بنا به سبک معماری ارمنی طراحی شده‌است.

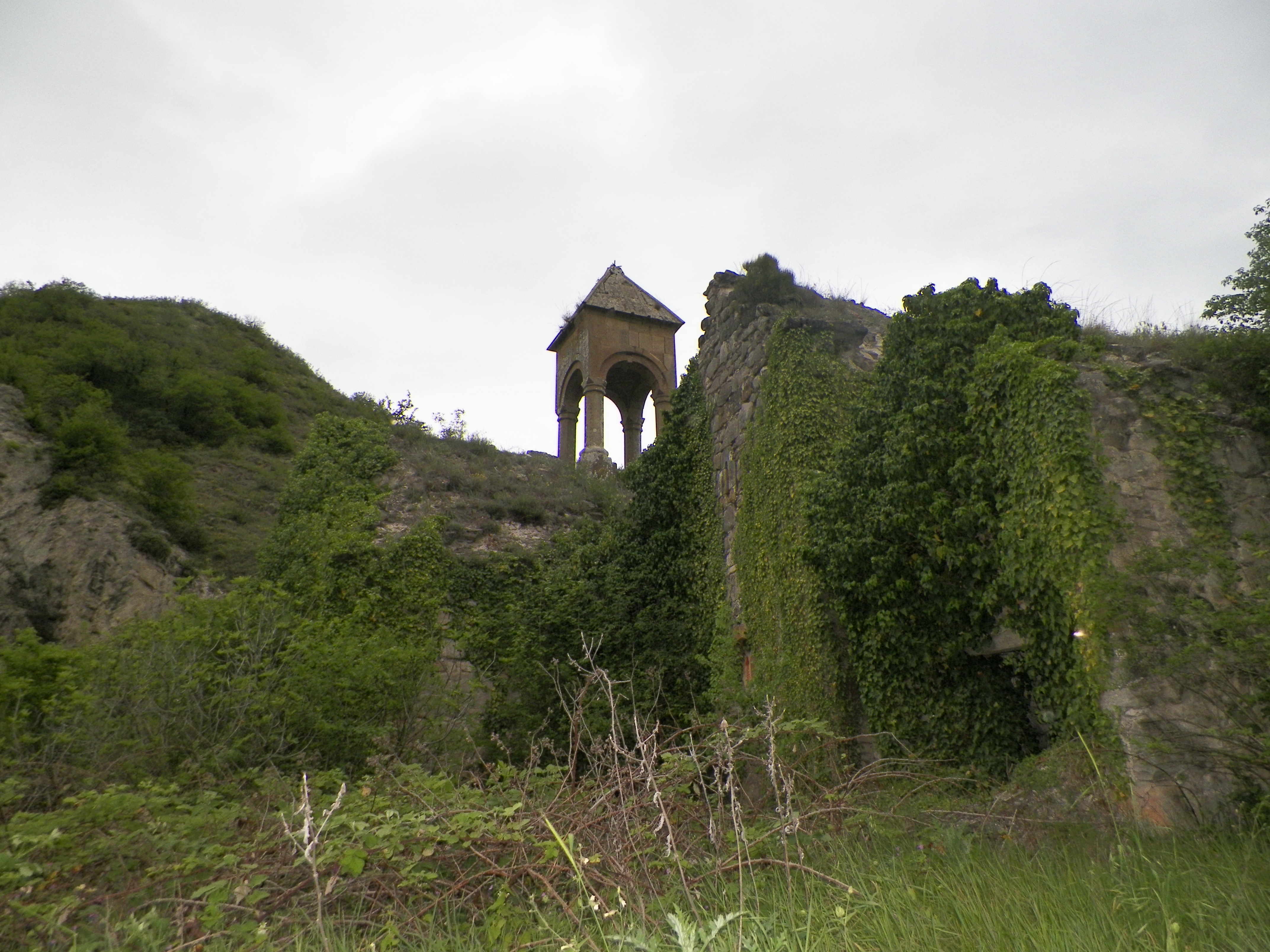
Remains of Yeghishe Arakyal Monastery